# Neuer Kleehorstgraben
Der Neue Kleehorstgraben ist ein Meliorationsgraben und rechter Zufluss des Verlängerten Freiheitsgrabens auf der Gemarkung von Großbeeren, einer Gemeinde im Landkreis Teltow-Fläming in Brandenburg. Der Graben entwässert eine Wiesenfläche im nördlichen Teil des Landschaftsschutzgebietes Diedersdorfer Heide und Großbeerener Graben. Er beginnt südlich der Wohnbebauung von Diedersdorf, einem Ortsteil der Gemeinde Großbeeren. Dort verlaufen mehrere Stränge, die sich südlich der Alten Dorfstraße vereinen und anschließend südlich des Gutshauses Diedersdorf in westlicher Richtung verläuft. Dort werden die südlich gelegenen, landwirtschaftlich genutzten Flächen durch weitere Gräben entwässert, die weiter westlich zusammengeführt werden und anschließend in den Großen Freiheitsgraben entwässern.